# MTOR inhibitory
mTOR inhibitory jsou skupina léků, které inhibují jeden typ savčí serin/threoninové kinázy - protein mTOR patřící do rodiny kináz příbuzných fosfatidylinositol-3 kináze (tzv. PIKKs). mTOR reguluje buněčný metabolismus, růst a proliferaci signalizací přes dva proteinové komplexy, mTORC1 a mTORC2. Nejčastější skupinou mTOR inhibitorů jsou tzv. rapalogs (rapamycin a jeho analogy), které vyvolaly odezvu nádoru v klinických studiích .

## Historie
mTOR byly objeveny před několika desítkami let při zkoumání mechanismu účinku jeho inhibitor, rapamycinu. Samotný rapamycin byl objeven v roce 1975 ve vzorku půdy z Velikonočního ostrova z Jižního Pacifiku, známé také jako Rapa Nui, z čehož je odvozen jeho název . Rapamycin je makrolid produkovaný mikroorganismem Streptomyces hygroscopicus s antimykotickými účinky. Krátce po jeho objevu byly zjištěny jeho imunosupresivní vlastnosti, což později vedlo k zavedení rapamycinu jako imunosupresiva. V roce 1980 byla objevena jeho protinádorová aktivita, i když přesný mechanismus účinku zůstává ještě dlouho neznámý.
V roce 1990 došlo k dramatické změně, neboť klinické studií zkoumaly mechanismus účinku rapamycinu a identifikovaly jeho působení. Bylo zjištěno, že rapamycin inhibuje buněčnou proliferaci a progresi buněčného cyklu. Rozšíření výzkumu mTOR inhibice má slibné výsledky.

## Protein kinázy a jejich inhibitory

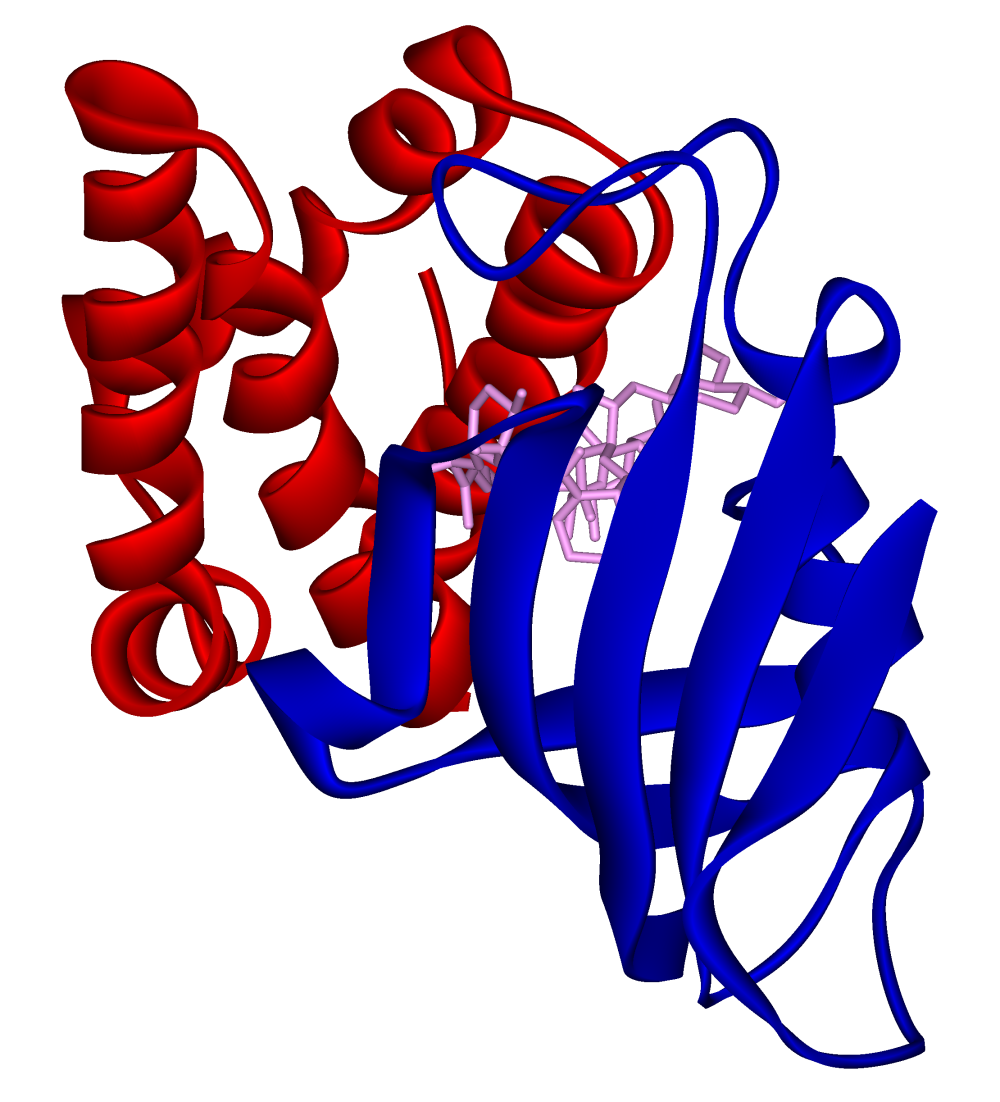
Stuha schéma lidské FKBP12 v komplexu s rapamycin interakci s rapamycin, mTOR domény

Obecně platí, že proteinkinázy jsou zařazeny do dvou hlavních kategorií na základě jejich substrátové specifity, tj. na tyrosinkinázy a serin/threonin kinázy. Dualně-specifické kinázy jsou podtřídy tyrosin kináz.
mTOR je kinázou v rámci rodiny fosfatidylinositol-3 kinázy-související kináz (PIKKs), která je rodina serin/threonin protein kináz a je sekvenčně podobná s rodinou lipidových kináz, PI3Ks. Tyto kinázy mají různé biologické funkce, jde vždy o velké proteiny se společnou doménovou strukturou.

## mTOR signální dráha
Zdá se, že množství růstových faktorů, aminokyselin, ATP a kyslíku jsou regulovány mTOR signalizací. Několik navazujících drah , které regulují progresi buněčného cyklu, translaci, zahájení, transkripční reakce na stres, protein stability a přežití buněk jsou signalizacány přes mTOR.

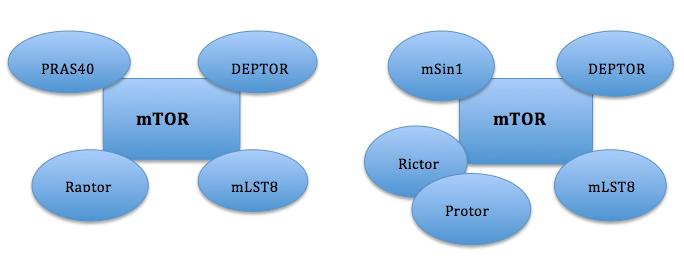
Schéma komponent mTOR komplexů mTORC1 (vlevo) a mTORC2 (vpravo). FKBP12, biologické cíle, které rapamycin váže, je non-obligátní složkou bílkovin mTORC1.

### mTOR signální dráha u lidské rakoviny

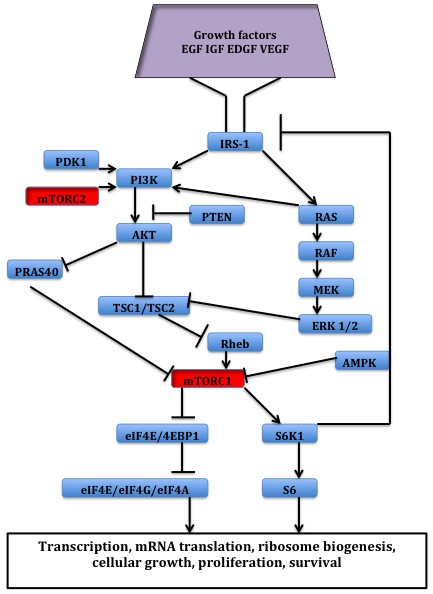
Signální dráhy mTOR

Mnoho lidských nádorů je způsobeno z důvodu dysregulace mTOR signalizace, proto může být léčba citlivá na inhibitory mTOR. Deregulace několika prvků mTOR dráhy, jako je PI3K zesílení/mutace, ztráta funkce PTEN či zvýšená exprese AKT, S6K1, 4EBP1, a eIF4E byly spojeny s mnoha typy rakoviny. Proto, mTOR je zajímavý terapeutický cíl pro léčbu několika typů rakoviny, a to jak mTOR inhibitory samotné, nebo v kombinaci s inhibitory dalších cest.

## Vývoj inhibitorů mTOR
Od objevu mTOR bylo provedeno mnoho práce, a to pomocí rapamycinu a rapalogů pro pochopení jeho biologických funkcí. Klinické výsledky z cílení této dráhy nebyly tak přímočaré, jak se nejprve myslelo. Tyto výsledky změnily další klinický výzkum v této oblasti.
Zpočátku rapamycin byl vyvinut jako antimykotikum, lék proti Candida albicans, Aspergillus fumigatus a Cryptococcus neoformans. Několik let později byly zjištěny jeho imunosupresivní vlastnosti. Novější studie vedly k zavedení rapamycinu jako hlavního imunosupresiva proti odmítnutí transplantátu, spolu s cyklosporinem A. Pomocí rapamycinu v kombinaci s cyklosporinem A došlo k lepší prevenci proti odmítnutí orgánu při transplantaci ledvin. Proto bylo možné použít nižší dávky cyklosporinu, což minimalizuje toxicitu léčby.
V roce 1980 rapamycin byl hodnocen NCI. Bylo zjištěno, že rapamycin má protinádorovou aktivitu a jedná se o necytotoxickou látku s cytostatickou aktivitou proti několika typům lidské rakoviny. Nicméně vzhledem k nepříznivým farmakokinetickým vlastnostem vývoj mTOR inhibitorů pro léčbu rakoviny nebyl úspěšný. Následně bylo zjištěno, že rapamycin je efektivní pro prevenci ischemické restenózy a pro léčbu neurodegenerativních onemocnění.